# Dude, Where's My Car?
«Dude, Where’s My Car?» és el títol d'una pel·lícula de comèdia absurda estatunidenca del 2000 dirigida per Danny Leiner i interpretada per Ashton Kutcher i Seann William Scott.

## Argument
Dos amics, Jesse Montgomery III (Ashton Kutcher) i Chester Greenburg (Seann William Scott), es desperten l'endemà d'haver sortit de festa. Al matí, no es recorden de res del que va succeir aquella nit i tampoc d'on van deixar el cotxe. Les seves xicotes s'enfaden amb ells, ja que suposadament la nit de la festa van deixar la seva casa feta uns nyaps. Durant la pel·lícula començaran una odissea per cercar el cotxe i poder reconciliar-se amb les seves parelles, ja que en el cotxe tenen uns regals per a elles. Durant la recerca del cotxe apareixen infinitat de personatges i situacions relacionades amb el que van fer la nit de festa.

## Repartiment
- Ashton Kutcher és Jesse Montgomery III.
- Seann William Scott és Chester Greenburg.
- Jennifer Garner és Wanda.
- Marla Sokoloff és Wilma.
- Kristy Swanson és Christie Boner.
- David Herman és Nelson.
- Hal Sparks és Zoltan.
- Charlie O'Connell és Tommy.
- Freda Foh Shen és la dona del menjar xinès (veu).
- John Toles-Bey és Sr. Pizzacoli.
- James Vincent és Jeff.
- Keone Young és Sr. Lee.
- Erik Audé és Musclehead.
- Brent Spiner és Pierre (no acreditat).
- Andy Dick és Mark (no acreditat).
- Jodi Ann Paterson és la geganta (no acreditat).